# Richard Crasta
 (septembre 2009).
 (février 2014).
Si vous disposez d'ouvrages ou d'articles de référence ou si vous connaissez des sites web de qualité traitant du thème abordé ici, merci de compléter l'article en donnant les références utiles à sa vérifiabilité et en les liant à la section « Notes et références ».
Richard Crasta (né le 1er janvier 1952 à Bangalore, en Inde) est un écrivain et romancier américain.

## Biographie
(septembre 2023).
Si vous disposez d'ouvrages ou d'articles de référence ou si vous connaissez des sites web de qualité traitant du thème abordé ici, merci de compléter l'article en donnant les références utiles à sa vérifiabilité et en les liant à la section « Notes et références ».
Né à Bangalore, en Inde, Richard Crasta grandit à Mangalore et vit jusqu'à l'âge de 26 ans. Il émigre ensuite vers les États-Unis, où il s'installe principalement à New York. En parallèle, il passe la plupart de son temps en Asie.
Dès l'âge de dix ans, Richard Crasta s'initie à la rédaction. Parmi ses premiers écrits, on retrouve un roman de 12 000 mots dans lequel le héros est un composite de John F. Kennedy et Robin des Bois. À seize ans, l'écriture et la publication d'un roman est pour lui un réel objectif, cependant freiné par des problèmes financiers.
Crasta se considère comme un apatride. Il affirme que ses racines dans la culture catholique mangalorienne a certainement eu un impact significatif dans ses écrits. Bien qu'il se considère comme agnostique, certains auteurs ont traité son premier roman d'anti-chrétien. 
L'écriture est pour lui une façon d'exprimer ses fantasmes, dont il se sert pour échapper à sa vie réelle. Un facteur important dans son développement a été l'église et le couvent, l'école à laquelle il fut envoyé comme un garçon, et l'école secondaire de son adolescence. 
Richard Crasta est l'auteur du roman comique The Revised Kamasutra, d'études, essais et recueils d'essais comme Impressing the Whites, Beauty Queens, Children and the Death of Sex et certaines œuvres de semi-fiction comme What We All Need. Son premier roman Le Programme révisé de Kama Sutra a été publié sous le nom d'Avatar Prabhu aux États-Unis et en Allemagne. 

## Œuvres
- The Revised Kamasutra: A Novel of Colonialism and Desire (1993)
- Beauty Queens, Children and the Death of Sex (1997)
- Impressing the Whites: The New International Slavery (2000)
- What We All Need: An Anti-Terrorist Book of Incompletions, Unsafe Love, and Writing While Brown
- Fathers, Rebels and Dreamers
- The Killing of an Author: Jackie Kennedy, Sonny Pfizer, Seven Little Ayatollahs and a Suicide Pact. (lancement officiel avril 2008)